# Пабло Пачеко
Пабло Пачеко Відаль (ісп. Pablo Pacheco Vidal, 23 травня 1908 — дата смерті невідома) — перуанський футболіст, що грав на позиції нападника, зокрема, за клуб «Універсітаріо де Депортес», а також національну збірну Перу.

## Клубна кар'єра
Дебютував виступами за команду «Універсітаріо де Депортес», кольори якої і захищав протягом усієї своєї кар'єри гравця.

## Виступи за збірну
Був присутній в заявці збірної на чемпіонаті світу 1930 року в Уругваї, але на поле не виходив.